# Alken
Alkeni ali olefini so nenasičeni ogljikovodiki (spojine ogljika in vodika), ki imajo v verigi ogljikovih atomov eno dvojno vez. Najenostavnejši alken je eten (C2H4 oziroma H2C=CH2), ki vsebuje samo dva ogljikova atoma, eno dvojno vez in nobene funkcionalne skupine. Alkeni tvorijo homologno vrsto ogljikovodikov s splošno formulo CnH2n. Aromatske spojine se pogosto napačno prikazujejo kot ciklični alkeni. Njihova zgradba in lastosti so drugačni, zato ne spadajo v to skupino ogljikovodikov.

## Zgradba

### Kemijske vezi
Dvojna vez nastane na podoben način kot enojna kovalentna vez - s prekrivanjem elektronskih orbital. Dvojna vez je močnejša od enojne vezi (C=C: 611 kJ/mol, C−C: 347 kJ/mol) in krajša od enojne vezi. Njena povprečna dolžina je 1,33 Å.
Ogljikov atom v dvojni vezi ima tri sp2 hibridne orbitale, ki tvorijo s sosednjimi atomi tri σ-vezi. Nehibridizirana 2p orbitala, ki je pravokotna na ravnino hibridnih sp2 orbital, tvori z bočnim prekrivanjem 2p orbitale sosednjega ogljikovega atoma π-vez. π-vez ne leži na osi C−C: polovica vezi je nad ravnino, polovica pa pod ravnino sp2 orbital. 
Vrtenje okrog dvojne vezi ni mogoče, ker bi povzročilo pretrganje π-vezi, to pa bi zahtevalo veliko količino energije (v etenu 264 kJ/mol). Onemogočeno vrtenje okrog dvojne vezi ima za posledico dva geometrijska izomera. Primer: but-2-en ima lahko obe metilni skupini −CH3 na isti strani dvojne vezi (cis-izomer) ali na nasprotnih straneh (trans-izomer). Izomera imata rahlo različne kemijske in fizikalne lastnosti.
Tudi sukanje dvojne vezi ni mogoče. Za zasuk za 90° je potrebna približno polovica energije, ki jo ima  π-vez. Uklanjanje p orbital je manjše od pričakovanega, ker pride do piramidacije zgradbe. Trans-ciklookten je stabilen napet alken z uklonjenostko orbital samo 19°, veznim kotom 137° (normalno 120°) in stopnjo piramidnosti 18°. S takšno zgradbo je mogoče  pojasni njegov dipolni moment 0,8 D (cis-izomer 0,4 D), za katerega bi sicer pričakovali, da ima vrednost 0. Trans izomer cikloheptena je stabilen samo pri nizkih temperaturah. 

### Oblika molekule
Po teoriji o odboju valenčnega elektronskega para (VSEPR), ki je osnova za modeliranje in napovedovanje geometrije molekul, bi moral kót med dvojno in enojno vezjo na obeh ogljikovih atomih meriti približno 120°. Kót se lahko spreminja zaradi steričnih ovir, ki jih povzročijo funkcionalne skupine, vezane na ogljikova atoma ob dvojni vezi. Izmerjeni kóti se dobro ujemajo s teorijo (polipropen: 123,9°).

## Fizikalne lastnosti
Fizikalne lastnosti alkenov so podobne lastnostim alkanov. Agregatno stanje alkena je odvisno od njegove molekulske mase: eten, propen in buten so plini, linearni alkeni s petimi do šestnajstimi ogljikovimi atomi so tekočine, višji alkeni pa voskom podobne trdne snovi.

## Kemijske lastnosti
Alkeni so relativno stabilne spojine, vendar so zaradi π-vezi bolj reaktivni kot alkani. Večina reakcij povzroči pretrganje π-vezi in tvorbo nove enojne vezi. Alkeni se zaradi velikega števila možnih kemijskih reakcij uporabljajo kot surovina v petrokemični industriji. 

### Adicije
Adicija je kemijska reakcija, v kateri pride do odpiranja dvojne vezi C=C. V adicijah ni stranskih produktov.
- Katalitska adicija vodika (hidrogeniranje): s katalitskim hidrogeniranjem alkenov dobimo alkane z enakom številom ogljikovih atomov. Reakcija poteka pri povišanem tlaku v prisotnosti katalizatorja. Običajni industrijski katalizatorji so platina, nikelj in paladij. V laboratoriju se kot katalizator običajno uporablja Raneyev nikelj, ki je zlitina niklja in aluminija. Primer: s hidrogeniranjem etena dobimo etan:

CH2=CH2 + H2 → CH3−CH3
- Elektrofilna adicija: večina adicij na alkene poteka po mehanizmu elektrofilne adicije. Takšna je, na primer, Prinsova reakcija, v kateri je elektrofil karbonilna skupina.
- Halogeniranje: z adicijo elementarnega broma ali klora nastaneta vicinalna[4] dibromo oziroma dikloro alkana. Adicija broma se v analizni kemiji uporablja za ugotavljanje prisotnost alkenov (dvojne vezi). Če so v vzorcu prisotni alkeni, se rdečerjava vodna raztopina broma razbarva:

CH2=CH2 + Br2 → BrCH2−CH2Br
Isti test se uporablja tudi za kvantitativno analizo nenasičenosti spojine ali zmesi, na primer jedilnega olja. Rezultat analize se izrazi z bromovim številom. Reakcija poteče zato, ker visoka gostota elektronov v dvojni vezi povzroči začasen premik elektronov v vezi Br−Br, s čimer se začasno inducira dipol. To pomeni, da postane Br, ki je bliže dvojni vezi, rahlo pozitiven in zato elektrofilen.
- Adicija vodikovih halogenidov (hidrohalogeniranje). Z adicijo, na primer HCl in HBr, nastanejo halogenoalkani:

CH3−CH=CH2 + HBr → CH3−CHBr−CH2−H
Če imata ogljikova atoma ob dvojni vezi različno število vodikovih atomov, se bo halogen vezal na ogljikov atom z večjim številom vodikovih atomov (pravilo Markovnikova). Reakcija poteka po naslednjem mehanizmu:
- Z adicijo karbenov[5] ali karbenoidov[6] nastane ciklopropan.

### Oksidacija
Alkeni se lahko oksidirajo s številnimi oksidanti.
- V prisotnosti kisika alkeni gorijo s svetlim plamenom, pri čemer nastajata ogljikov dioksid in voda.

CH2=CH2 + 3O2 → 2CO2 + 2H2O
- S katalitsko oksidacijo alkenov s kisikom ali z reakcijo s perkarboksilnimi kislinami nastanejo epoksidi.
- Oksidacija z ozonom (ozonoliza) povzroči prekinitev dvojne vezi in nastanek dveh aldehidov ali ketonov:

R1−CH=CH−R2 + O3 → R1−CHO + R2−CHO + H2O
Reakcija se v analizni kemiji uporablja za določitev položaja dvojne vezi v neznanem alkenu.
- Dihidroksiliranje je reakcija z osmijevim tetroksidom v prisotnosti kiralnega kininskega liganda, v kateri nastanejo vicinalni dioli.

### Polimerizacija
Polimerizacija alkenov je gospodarsko zelo pomembna reakcija, s katero se proizvajata polietilen in polipropilen. Polimerizacija lahko poteka po radikalskem ali ionskem reakcijskem mehanizmu. 

## Sinteza

### Industrijske metode
Najpogostejša industrijska sinteza alkenov je krekiranje alkanov: alkani z dolgimi verigami ogljikovih atomov se pri visokih temperaturah, pogosto ob prisotnosti zeolitskih katalizatorjev, razcepijo na zmes alkenov in alkanov s krajšimi verigami. Nastala zmes se nato s frakcionirano destilacijo loči na posamezne produkte. Krekiranje se uporablja predvsem za sintezo alkenov z manj kot šestimi ogljikovimi atomi.
Podobna reakcija je katalitsko dehidrogeniranje alkanov (eliminacija vodika). Produkt je zmes nenasičenih ogljikovodikov s prvotnim številom ogljikovih atomov:
Oba procesa sta endotermna. 
Katalitska sinteza višjih α-alkenov s splošno formulo RCH=CH2 poteka z reakcijo etena s trietil aluminijem ((C2H5)3Al) v prisotnosti katalizatorja (nikelj, kobalt ali platina).

### Eliminacije
Ena od osnovnih metod za sintezo alkenov je eliminacija alkil halogenidov, alkoholov in podobnih spojin. Najpogostejša je β-eliminacija po mehanizmu E1 ali E2, vendar je možna tudi  α-eliminacija. 
Za β-eliminacijo je za večino alkenov mehanizem E2 bolj zanesljiv kot mehanizem E1. Večina E2 eliminacij se začenja z alkil halogenidi ali z alkilnimi sulfonatnimi estri, na primer tosilati ali triflati. Če se za izhodno surovino uporabijo alkil halogenidi, se reakcija imenuje dehidrohalogeniranje. Za bolj substituirane nesimetrične alkene velja pravilo Zajceva, ki pravi, da bo pri eliminaciji nastal predvsem tisti alken, ki je bolj stabilen. Bolj stabilen je produkt, ki ima bolj substituirano dvojno vez C=C. Primer:
Elkeni nastanejo tudi z eliminacijo vode iz alkoholov. V reakciji prevladuje mehanizem E1. Primer: z eliminacijo vode iz etanola dobimo eten
CH3CH2OH + H2SO4 → H2C=CH2 + H3O+ + HSO−4
Alkeni se lahko sintetizirajo  tudi posredno iz alkil aminov. Amino skupina ali amonijak nista primerni odhahajoči skupini, zato je treba amine predhodno alkilirati ali oksidirati v amin oksid: 
Alkeni nastanejo tudi iz α-halo sulfonov v Ramberg-Bäcklundovi reakciji preko tričlenskega sulfonskega vmesnega produkta. 

### Sinteze iz karbonilnih spojin
Druga pomembna metoda za sintezo alkenov je tovrba nove dvojne vezi s spajanjem dveh karbonilnih spojin, na primer aldehidov in ketonov. Takšne reakcije so včasih imenovali olefiniranje. Najbolj znana je Wittigova reakcija, obstoja pa tudi več drugih podobnih metod.
Wittigova reakcija je reakcija aldehida ali ketona z Wittigovim reagentom (ali fosforanom):
Wittingov reagent se pripravi iz trifenilfosfina in alkil halogenida. 
Olefiniranje je precej splošna reakcija in dopušča tudi druge funkcionalne skupine, celo estre, kot je razvidno iz naslednje reakcije:
Poleg Wittigove reakcije je na razpolago tudi več drugih, bolj zapletenih metod. 

### Metateza alkenov
Alkeni lahko nastanejo s substitucijo dvojnih vezi z drugimi alkeni. Reakcija se imenuje olefinska metateza, ki jo lahko prikažemo z naslednjo reakcijsko shemo: 
Kot surovina se pogosto uporablja odvečni eten. Produkt je v mnogih primerih mešanica geometrijskih izomerov, reakcija sama pa dopušča tudi druge funkcionalne skupine. Metoda je še posebno učinkovita za pripravo cikličnih alkenov in, na primer, za sintezo muskona, glavne sestavine mošusa:

### Pripajanje s paladijevimi katalizatorji
Reakcije pripajanja ali sklapljanja, predvsem tiste, ki jih katalizirajo paladijeve spojine, so zelo primerne tudi za sintezo alkenov. Ena od njih je Heckova reakcija za pripajanje aril halogenida na alkene, ki se uporablja tudi za sintezo zdravila naproxen: 
Druga pripajanja, na primer Stillejevo, Suzukijevo  in Negishijevo pripajanje, vključujejo reakcije alkenil, alil ali aril halogenidov (ali triflatov)  z alkenilnimi, alkilnimi (Stille ne) ali arilnimi kovinskimi in polkovinskimi derivati. Suzukijevo pripajanje se, na primer, uporablja za sintezo kaparatriena, sicer naravnega proizvoda, ki je zelo učinkovit pri zdravljenju levkemije:

### Hidrogeniranje alkinov
Redukcija alkinov je zelo uporabna metoda za stereo selektivno sintezo disubstituiranih alkenov. Za cis-alkene se običajno uporablja hidrogeniranje (adicija vodika) v prisotnosti Lindlarjevega katalizatorja (paladij na podlagi iz kalcijevega karbonata, obdelan s svincem), vendar je možno tudi hidroboriraje, kateremu sledi hidroliza. Redukcija s kovinskim natrijem v tekočem amonijaku daje trans-alkene. Redukciji z vodikom in natrijem sta prikazani na naslednjih reakcijskih shemah:
Za pripravo multisubstituiranih alkenov so primerne reakcije alkinov z organskimi Kovinskimi spojinami.

### Prerazporeditve in podobne reakcije
Alkene se lahko sintetizira iz drugih alkenov s prerazporeditvenimi reakcijami. Poleg metateze olefinov, ki je že opisana, je na razpolago veliko število pericikličnih reakcij, enska reakcija in Copeova prerazporeditev. Primer: Copeova prerazporeditev divinilciklobutana v ciklooktadien
Z Diels-Adlerjevo reakcijo se iz diena in reaktivnega ali elektronsko deficitarnega alkena sintetizirajo derivati cikloheksena.

## Nomenklatura
| Ime    | Formula |
| ------ | ------- |
| Eten   | C2H4    |
| Propen | C3H6    |
| Buten  | C4H8    |
| Penten | C5H10   |
| Heksen | C6H12   |
| Hepten | C7H14   |
| Okten  | C8H16   |
| Nonen  | C9H18   |
| Deken  | C10H20  |

### Sistematična imena (IUPAC)
Osnova sistematičnih IUPACovih imen alkenov so imena alkanov, katerim spremenimo končnico -an v končnico -en. Primer: alk-an s kemično formulo CH3−CH3 je et-an, zato se bo alk-en z enakič številom ogljikovih atomov CH2=CH2 imenoval et-en. 
Za poimenovanje izomernih alkenov, ki se razlikujejo po položaju dvojne vezi, veljajo naslednja pravila:
1. Poiščemo najdaljšo verigo ogljikovih atomov, ki vsebuje dvojno vez.
2. Ogljikove atome oštevilčimo, tako da ima dvojna vez čim manjšo možno številko.
3. Položaj dvojne vezi označimo s številko njenega prvega ogljikovega atoma.
4. Položaje in število substituent imenujemo in zapišemo enako kot pri alkanih.
5. Ime alkena zapišemo tako, da imenujemo številko ogljikovega atoma ter število in ime substituente, položaj dvojne vezi in ime najdaljše verige:

### Notacija cis- in trans-
V nekaterih primerih je pri disubstituiranih elkenih pomembno, na kateri strani dvojne vezi sta vezani  substituenti. Če sta vezani na isti strani, govorimo o cis- izomeru, če sta vezani na naprotnih straneh pa o trans- izomeru alkena:

### Notacija E, Z
Če ima alken več kot eno substituento, posebno če ima tri ali štiri, se za zapis njihovih položajev uporabita črki E in Z. Oznaki izhajata iz nemških besed "entgegen" – nasproti (E)  in "zusammen" – skupaj (Z). Alkeni z višjo prioriteto substituent (prioriteta je določena s Cahn-Ingold-Prelogovimi pravili) na isti strani dvojne vezi imajo oznako Z, alkeni z višjo prioriteto substituent na nasprotnih straneh dvojne vezi pa oznalo E. Primer: cis-but-2-en se imenuje Z-2-buten, trans-but-2-en pa E-2-buten.

### Skupine, ki vsebujejo dvojne vezi C=C
Za ogljikovodikove skupine z dvojno vezjo C=C dopušča IUPAC dve imeni: vinilna skupina ali alilna skupina: